# Wetterlückengletscher
Der Wetterlückengletscher (Schweizerdeutsch: Wätterlickengletscher)  ist ein Gletscher am Nordhang der Berner Alpen im Schweizer Kanton Bern in der Gemeinde Lauterbrunnen. Er befindet sich zwischen dem Breithorn und dem Tschingelhorn.

## Geographie
Der Wetterlückengletscher beginnt auf der Wetterlücke, einem Übergang zwischen dem Breithorn und dem Tschingelhorn ins Lötschental, auf einer Höhe von 3166 m ü. M. und vom Tschingelhorn von 3340 m ü. M. Er fliesst etwa zwei Kilometer gegen Nordosten bis etwa auf eine Höhe von 2400 m ü. M. ins Lauterbrunnental hinunter.
Er ist über die Wetterlücke mit dem Inner Talgletscher verbunden. Über Eisabbrüche und einen Abfluss gegen Osten speist er den Breithorngletscher.
Der Wetterlückengletscher entwässert einerseits über den Breithorngletscher in den Schmadribach und andererseits über den Chrummbach. Ein weiterer Abfluss besteht über die Tschingel-Litschina. Alle drei Abflüsse fliessen in die Weisse Lütschine, die Lütschine, die Aare und den Rhein in die Nordsee.